# Alaminos (Cypr)
Alaminos (gr. Αλαμηνός) – wieś w Republice Cypryjskiej, w dystrykcie Larnaka. W 2011 roku liczyła 345 mieszkańców.